# 头巾马银花
头巾马银花（学名：Rhododendron mitriforme），为杜鹃花科杜鹃花属下的一个植物种。